# Gare de Saint-Priest-Taurion
Ne doit pas être confondu avec Gare de Saint-Priest.
La gare de Saint-Priest-Taurion est une gare ferroviaire française de la ligne du Palais à Eygurande - Merlines, située sur le territoire de la commune de Saint-Priest-Taurion dans le département de la Haute-Vienne en région Nouvelle-Aquitaine.
C'est une halte voyageurs de la SNCF desservie par des trains TER Nouvelle-Aquitaine.

## Situation ferroviaire
Établie à 255 mètres d'altitude, la gare de Saint-Priest-Taurion est située au point kilométrique (PK) 397,948 de la ligne du Palais à Eygurande - Merlines, entre la gare  fermée du Palais et celle ouverte de Brignac.

## Service des voyageurs

### Accueil
C'est une halte SNCF, point d'arrêt non géré (PANG), à accès libre au quai de la voie unique.
En 2022, selon les estimations de la SNCF, la fréquentation annuelle de la gare était de 21 972 voyageurs contre 18 933 voyageurs en 2019.

### Desserte
Saint-Priest-Taurion est desservie par les trains TER Nouvelle-Aquitaine de la relation Limoges-Bénédictins - Ussel ou Eymoutiers-Vassivière (ligne L26). À Ussel une correspondance en autocars permet de rejoindre la gare de Clermont-Ferrand.

### Intermodalité
Un parc pour les vélos et un parking pour les véhicules y sont aménagés.
Une correspondance devant la mairie de Saint-Priest-Taurion, à 5 minutes à pied de la gare, peut s'effectuer avec la ligne 215 des cars régionaux de Nouvelle Aquitaine (Haute-Vienne).